# Эта дурацкая любовь
«Эта дура́цкая любо́вь» (англ. Crazy, Stupid, Love) — романтическая комедия-драма режиссёров Гленна Фикарры и Джона Рекуа по сценарию Дэна Фогельмана со Стивом Кареллом, Райаном Гослингом, Джулианной Мур и Эммой Стоун в главных ролях.
Выход фильма в США был объявлен 22 июля, но позже был перенесён на 29 июля 2011 года, показ в России начался с 22 сентября. Картина получила преимущественно положительные отзывы кинокритиков, а также собрала в прокате около 145 млн $.

## Сюжет
У Кэла Уивера (Стив Карелл), примерного семьянина пуританских взглядов в возрасте «чуть-чуть за сорок», не жизнь, а мечта — хорошая работа, прекрасный дом, брак со школьной возлюбленной и замечательные дети. Но когда Кэл узнает, что его жена Эмили (Джулианна Мур) изменила ему с коллегой по работе Дэвидом Линдхагеном (Кевин Бэйкон), его идеальная жизнь мгновенно рушится, Эмили заявляет что хочет развода. Кэл перебирается в отдельную квартиру и по вечерам ходит напиваться в бар, где рассказывает о своей неудачной семейной жизни любому, кто согласится его выслушать.
Однажды Кэл знакомится в баре с Джейкобом Палмером (Райан Гослинг), обаятельным плейбоем «чуть-чуть за тридцать», который берет над страдальцем шефство. Пытаясь помочь своему старшему другу забыть жену и начать новую жизнь, Джейкоб раскрывает ему глаза на все те многочисленные возможности, которые открыла перед Кэлом — мужчиной, который женился и впервые стал отцом в 17 лет, то есть просто не успел побыть в этой жизни полноценным холостяком — вновь обретённая свобода: кокетливые женщины, крепкие напитки и чувство стиля, которое нельзя найти в дешевой парикмахерской или магазине распродаж. Кэл, который уже пару десятилетий не ходил на свидания, представляет собой настоящего «лоха», который не только не умеет стильно одеваться, но даже забыл как разговаривать с женщинами.
По ходу фильма выясняется, что Эмили была первой и единственной женщиной в жизни Кэла и он всё ещё любит её, что, впрочем, не мешает герою переспать с девятью другими женщинами, включая Кейт (Мариса Томей), школьную учительницу его сына Робби (Джона Бобо). Робби, в свою очередь, влюблён в няню Джессику (Анали Типтон), которая старше его на 4 года и влюблена в Кэла.
Параллельно в фильме развивается ещё одна история любви с участием юной и очаровательной, но обладающей крепким характером и принципами девушки Ханны (Эмма Стоун), которая неожиданно для себя влюбляется в обаятельного и на первый взгляд легкомысленного, но в глубине души очень достойного и сильного парня. Но когда Ханна, наконец, приводит его домой, чтобы познакомить с родителями, внезапно выясняются две убийственно неожиданных вещи. Оказывается, парень Ханны — Джейкоб Палмер! Циник, бабник, выпивоха, «учитель жизни» Кэла Уивера. А отец Ханны Уивер, девушки, которая совершенно перевернула взгляды Джейкоба на жизнь, женщин и самого себя — его «лучший ученик» Кэл!
Фильм заканчивается хэппи-эндом для главных героев. Кэл и Эмили восстанавливают свою семью и снова начинают жить вместе. Кэл смиряется с выбором дочери и принимает Джейкоба как неотъемлемую часть этой семьи. А Джессика отвечает взаимностью Робби, передав ему конверт с откровенными фото, которые когда-то собиралась послать Кэлу.

## В ролях
| Актёр                  | Роль                                     |
| ---------------------- | ---------------------------------------- |
| Стив Карелл            | Кэл Уивер                                |
| Райан Гослинг          | Джейкоб Палмер                           |
| Джулианна Мур          | Эмили Уивер жена Кэла                    |
| Эмма Стоун             | Ханна Уивер старшая дочь Кэла            |
| Анали Типтон           | Джессика Райли няня Робби                |
| Джона Бобо             | Робби Уивер сын Кэла                     |
| Джоуи Кинг             | Молли Уивер дочь Кэла                    |
| Мариса Томей           | Кейт Тафферти школьная учительница Робби |
| Бет Литтлфорд          | Клэр Райли мать Джессики                 |
| Джон Кэрролл Линч      | Берни Райли отец Джессики                |
| Кевин Бэйкон           | Дэвид Линдхаген коллега Эмили            |
| Лиза Лапира            | Лиз подруга Ханны                        |
| Джош Гробан            | Ричард парень Ханны, адвокат             |
| Мекиа Кокс             | Тиффани                                  |
| Джулианна Гуилл        | Мэдисон подруга Джессики                 |
| Кристал Рид            | Эми Джонсон                              |
| Реджи Ли               | офицер Хуанг                             |
| Ричард Стивен Хоровитц | ассистент Лоу                            |

## Награды и номинации
- Райан Гослинг был номинирован на премию «Золотой глобус» за лучшую мужскую роль в комедии или мюзикле.